# Pirogue
Ne doit pas être confondu avec pirog.
Une pirogue est un type d'embarcation longue et étroite, souvent faite d'un seul tronc d'arbre creusé (monoxyle), mue à la voile ou à la pagaie et parfois équipée de balancier, utilisée en mer ou sur les lacs et rivières. 
« Pirogue » est un terme générique qui n'est pas lié spécifiquement au domaine marin, même si aujourd'hui leur utilisation persiste surtout dans les zones tropicales et équatoriales, en Afrique, en Asie du Sud-Est, en Océanie et dans quelques régions d'Amérique.

## Historique
Étymologiquement, le mot « pirogue » est sans doute à rapprocher du mot maya « piragua » désignant un petit canot, mot qui passa à l'identique en espagnol puis fut francisé.
L'invention de la pirogue est très ancienne comme le montre la découverte de la pirogue de Pesse, qui date du début du Mésolithique. Plus nombreux sont les témoignages d'embarcations du Néolithique mises au jour par les archéologues lors des fouilles et de l'étude des cités lacustres. La pirogue du lac de Chalain dans le Jura parfaitement conservée dans les marnes du bord du lac et visible au musée archéologique de Lons-le-Saunier en est un bon exemple.
Des embarcations de ce type ont été utilisées jusqu'au Moyen Âge en Europe. On en a retrouvé plusieurs épaves en basse-Loire, datant d'une époque relativement récente.

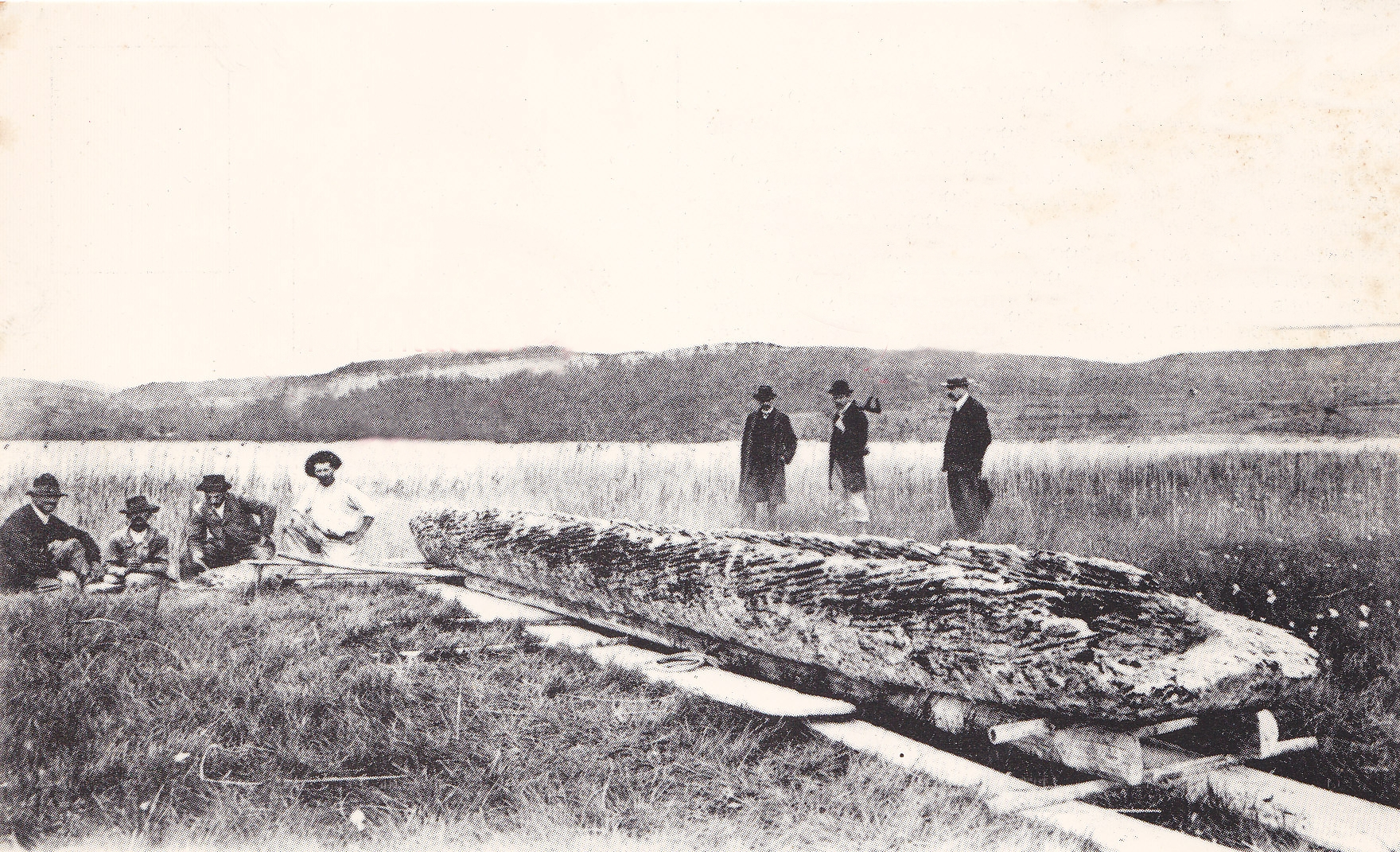
Découverte de la pirogue de Chalain en 1904 (âge du bronze final, 1000 av.J.-C.).
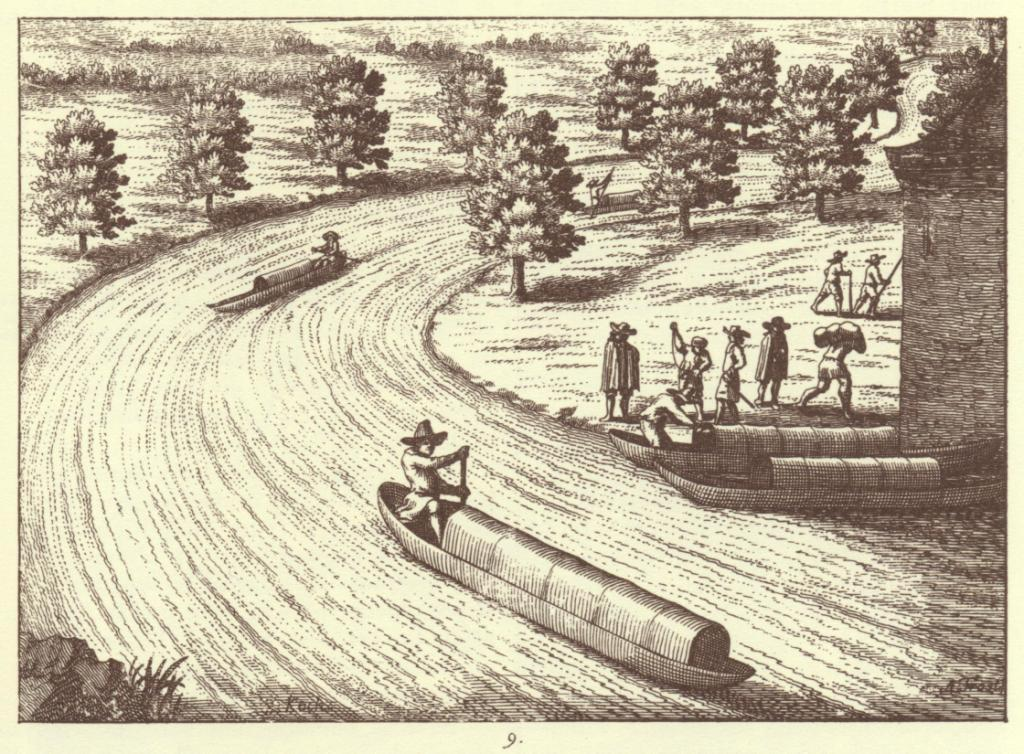
Embarcation de type pirogue utilisées en Europe, ici vers 1689, sur la rivière Ljubljanica en Slovénie).
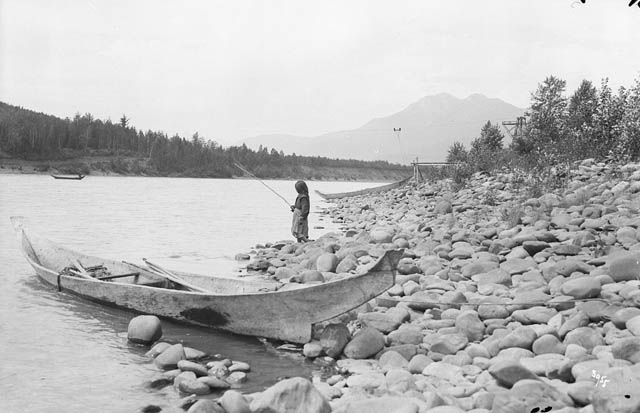
Pirogue amérindienne monoxyle du Canada, avec forme hydrodynamique originale (sur le fleuve Skeena en 1915).
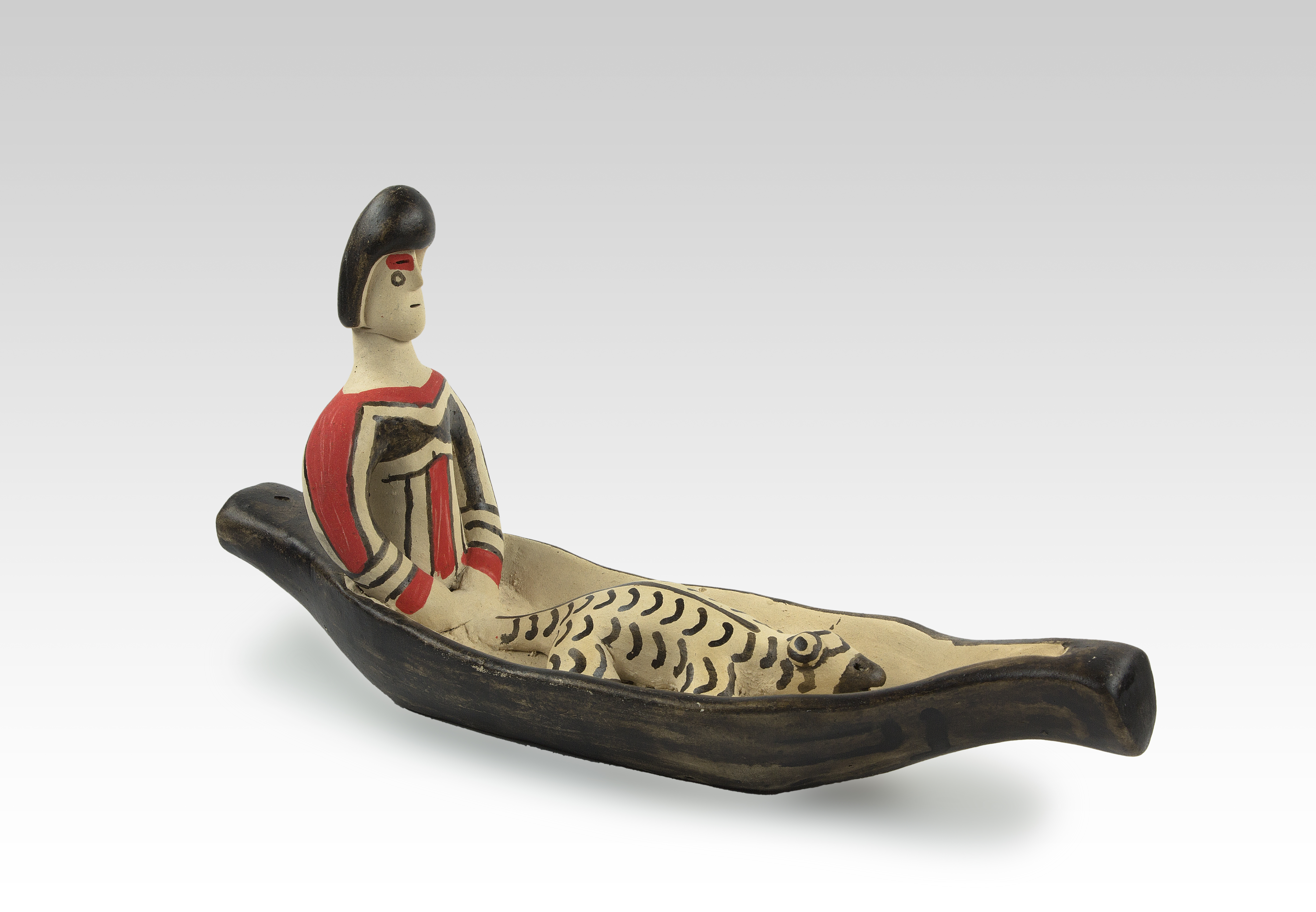
Homme dans une pirogue avec un caïman (art Carajà, Brésil[1]).
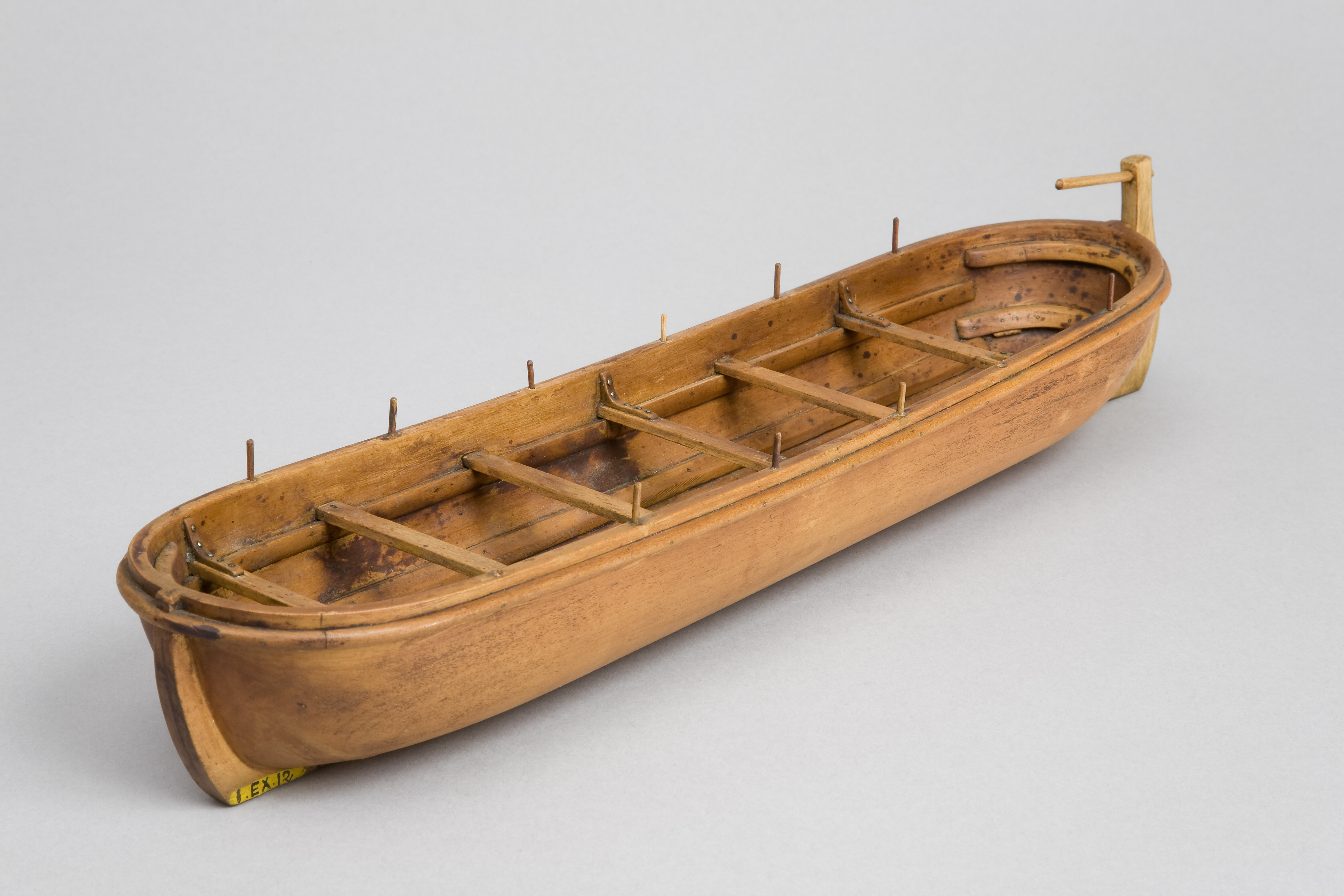
Maquette de pirogue de l'archipel des Seychelles (Mahé), observée par François-Edmond Pâris en 1830 (Musée national de la Marine)

Les pirogues autrefois maniées à la perche, ou à l'aide de pagaie sont aujourd'hui propulsées par des moteurs parfois puissants, et construites avec des planches de bois assemblées ou d'autres matériaux que le bois.
En Afrique de l'ouest, de grandes pirogues aussi appelées pinasses servent à la pêche en mer.
Dans certains pays ou régions, le recul des forêts ne permet parfois plus de trouver l'arbre idéal, vieux de plusieurs siècles, voire de plus de 1000 ans pour construire les très grandes pirogues qui pouvaient accueillir des dizaines de personnes ou porter un poids important de marchandises. Le Musée royal de l'Afrique centrale de Bruxelles expose une pirogue de 22,5 mètres de long pesant 3,5 tonnes

Pirogues dans le Si Phan Don au Laos
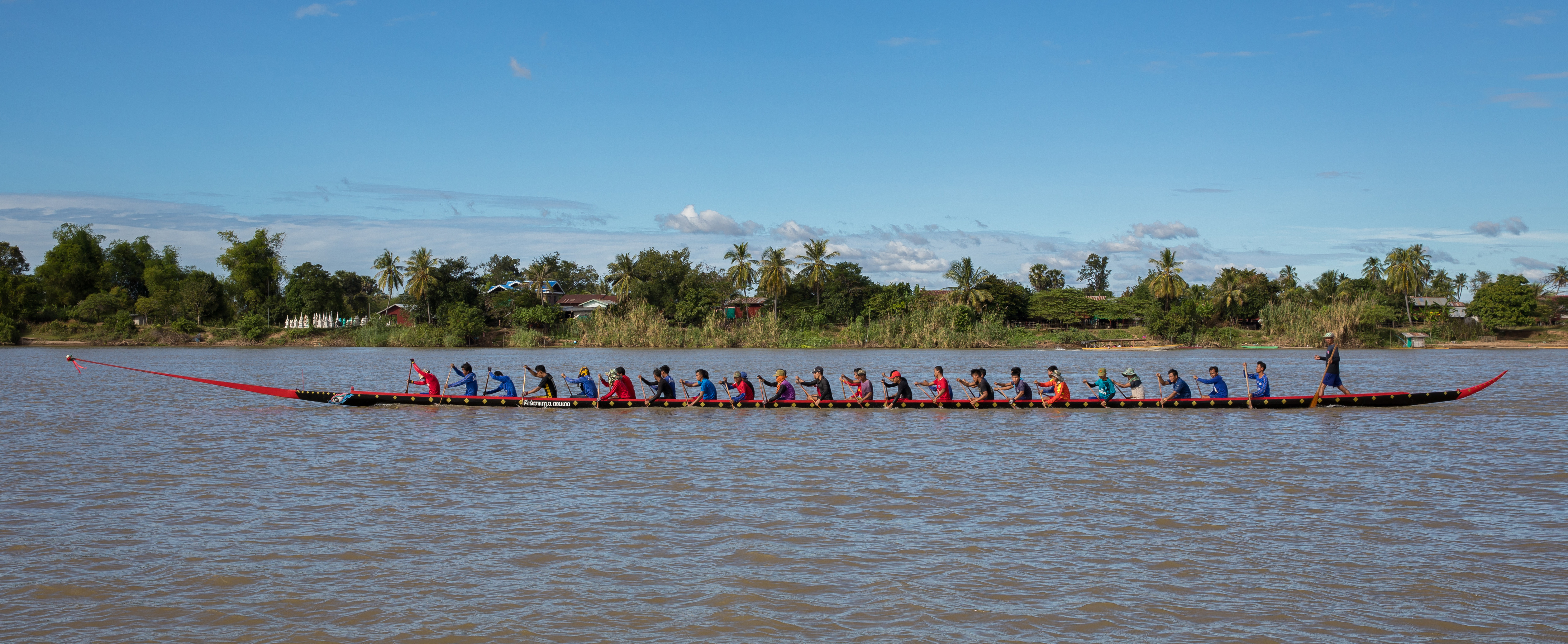
Trente-cinq rameurs sur une pirogue de course près de l'île de Don Som, Si Phan Don. Décembre 2017.
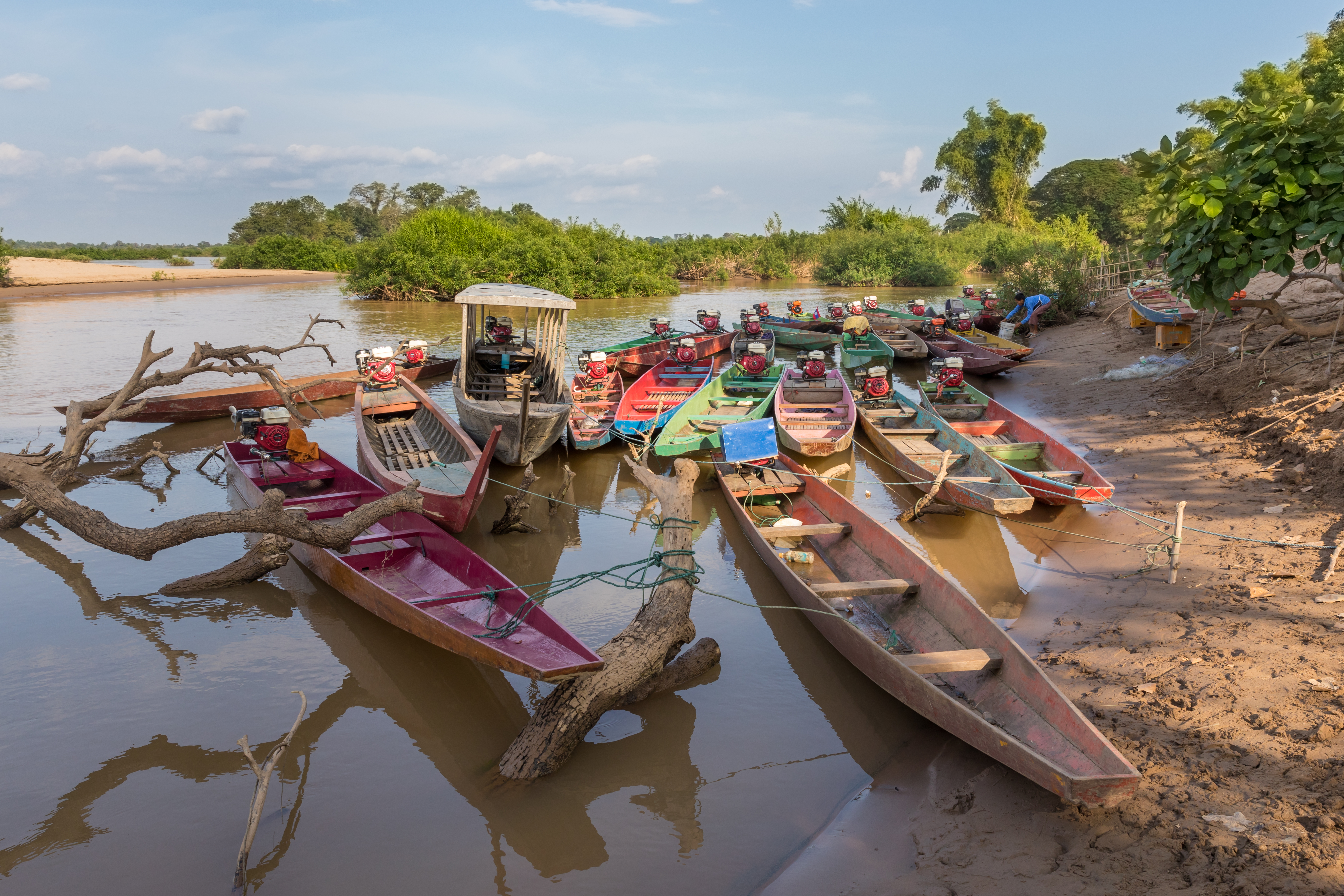
Groupe de pirogues au coucher du soleil sur la berge de Don Tati, Si Phan Don. Un combat de coqs organisé sur l'île était à l'origine de ce rassemblement. Décembre 2017.
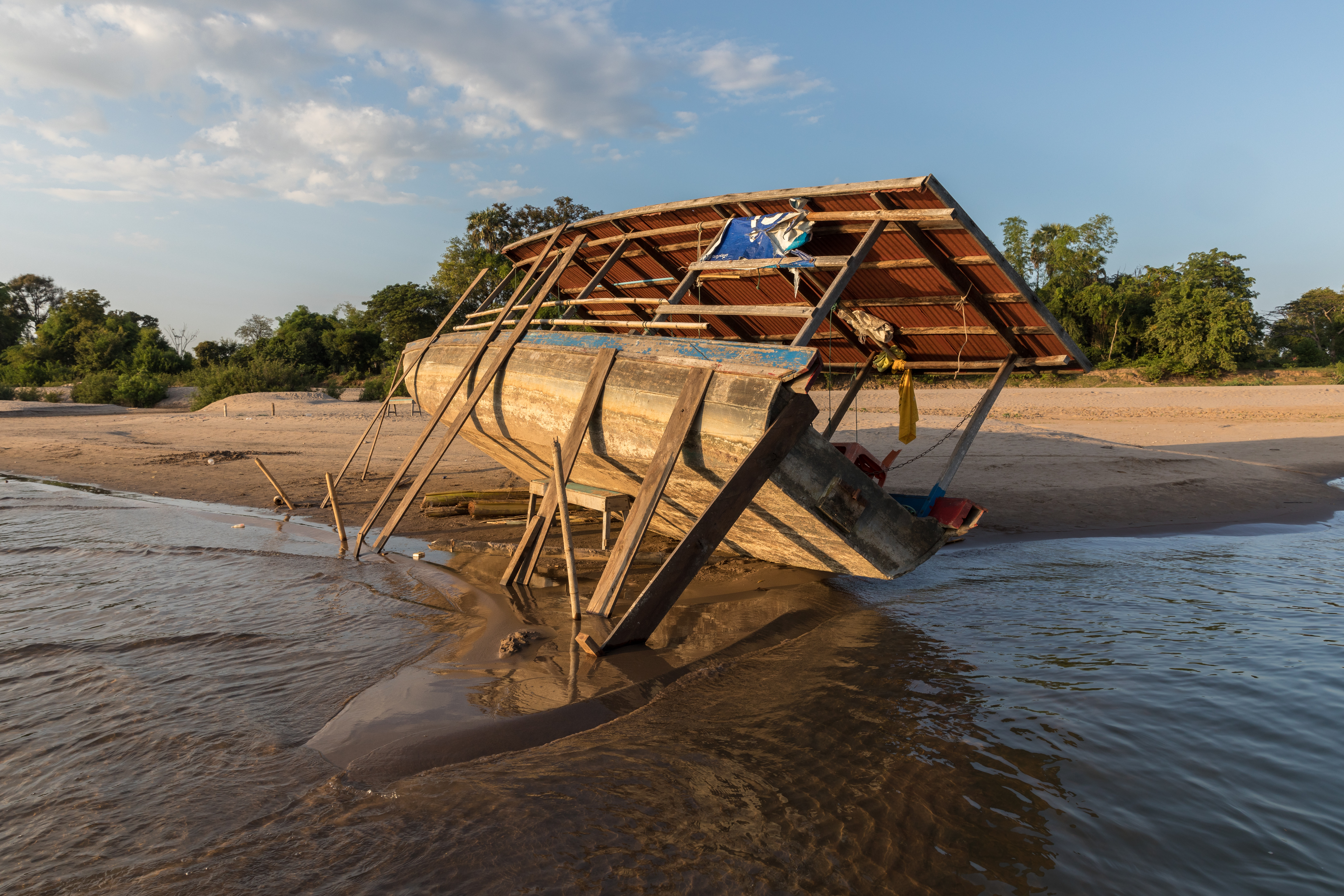
Carénage (bateau) d'une pirogue, sur la pointe d'une plage de sable au bord du Mékong à Don Puay, Si Phan Don, à l'heure dorée. Le carénage est la série d'opérations de révision périodique de la coque d'un bateau en vue de lui redonner ses qualités nautiques (étanchéité, vitesse). Novembre 2019.
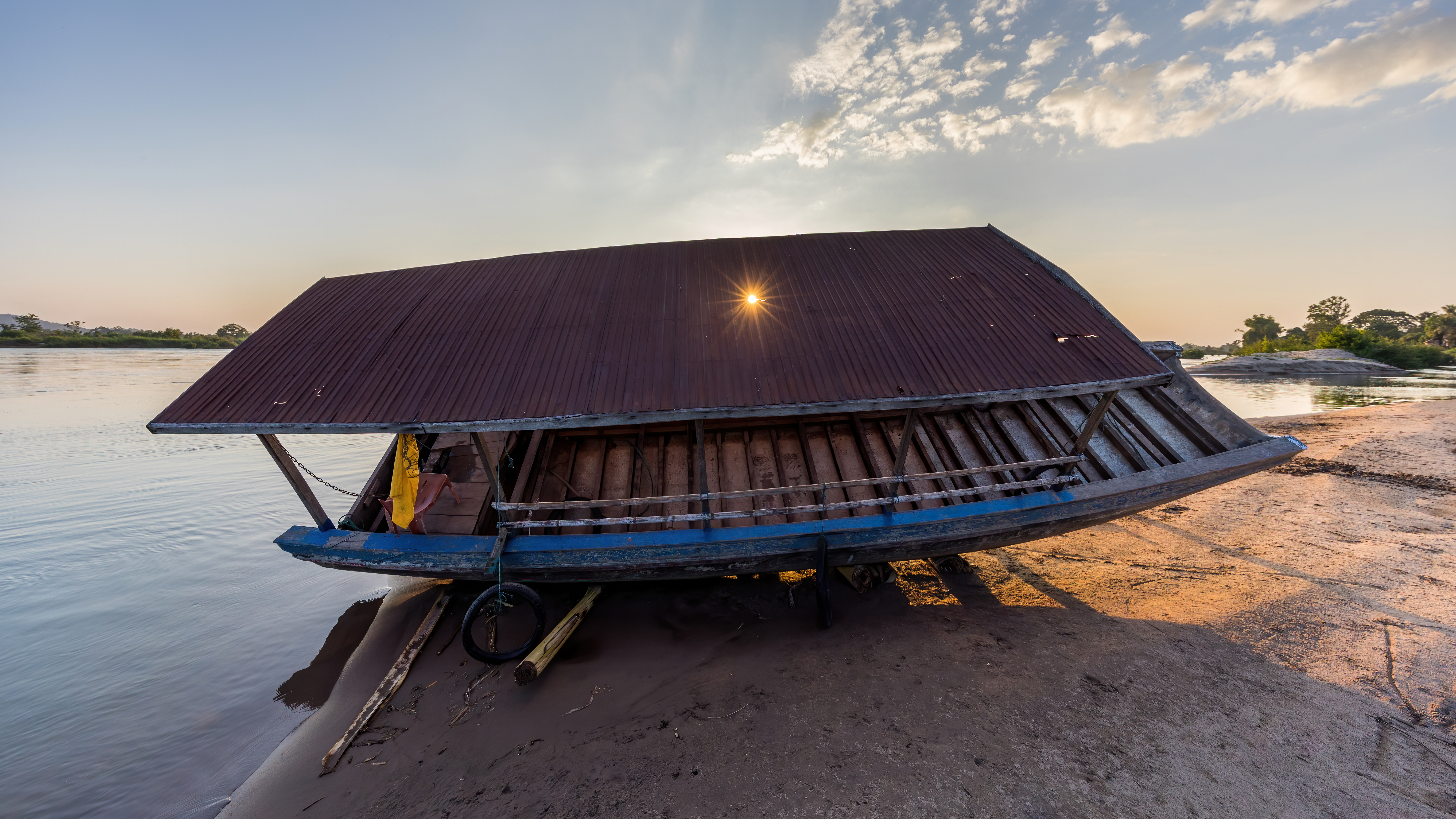
Carénage d'une pirogue sur la pointe d'une plage de sable au bord du Mékong sur l'île de Don Puay, Si Phan Don, Laos, avec des rayons de soleil filtrés à travers un trou dans son toit de tôle usé par la corrosion. Novembre 2019.

- Pirogues, Niger

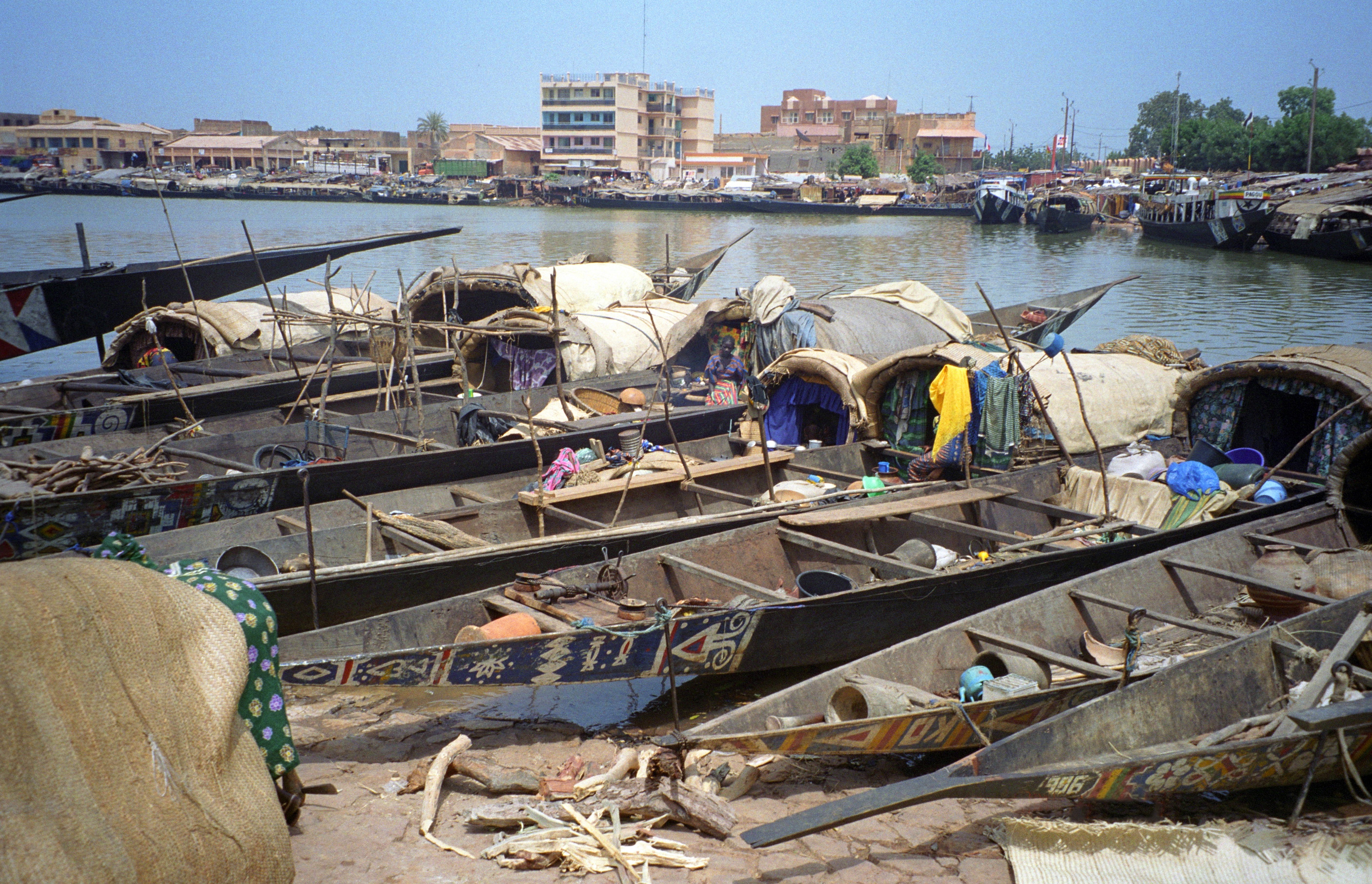
Pirogues de pêche, Mali.
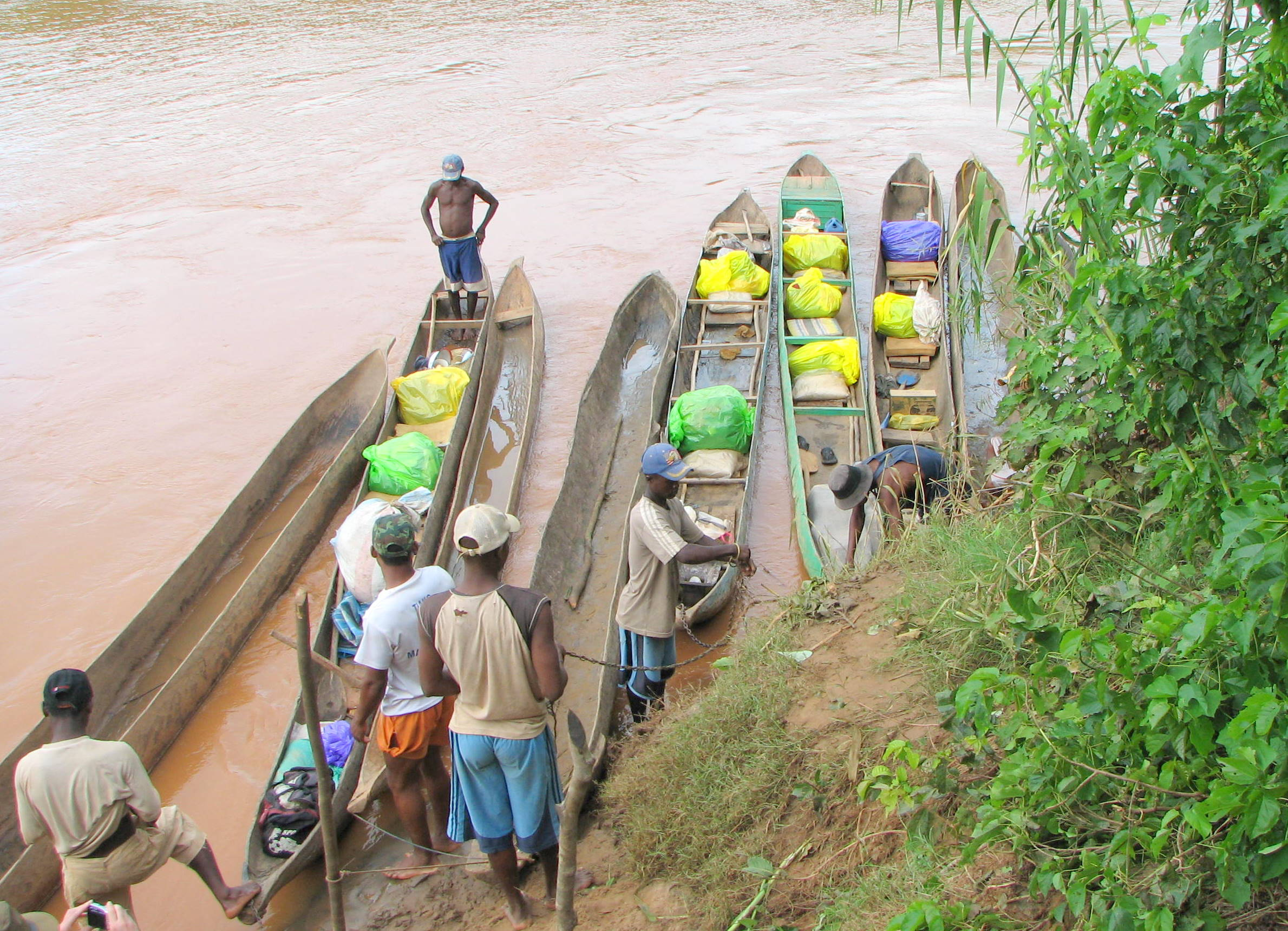
Pirogues de Madagascar.
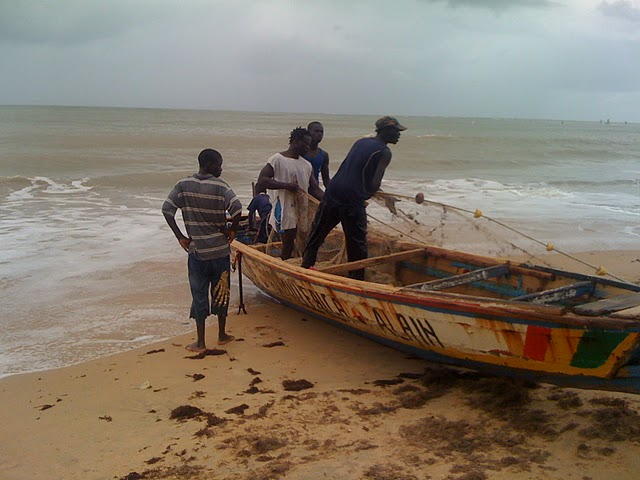
Pirogue du Sénégal.

## Techniques de construction

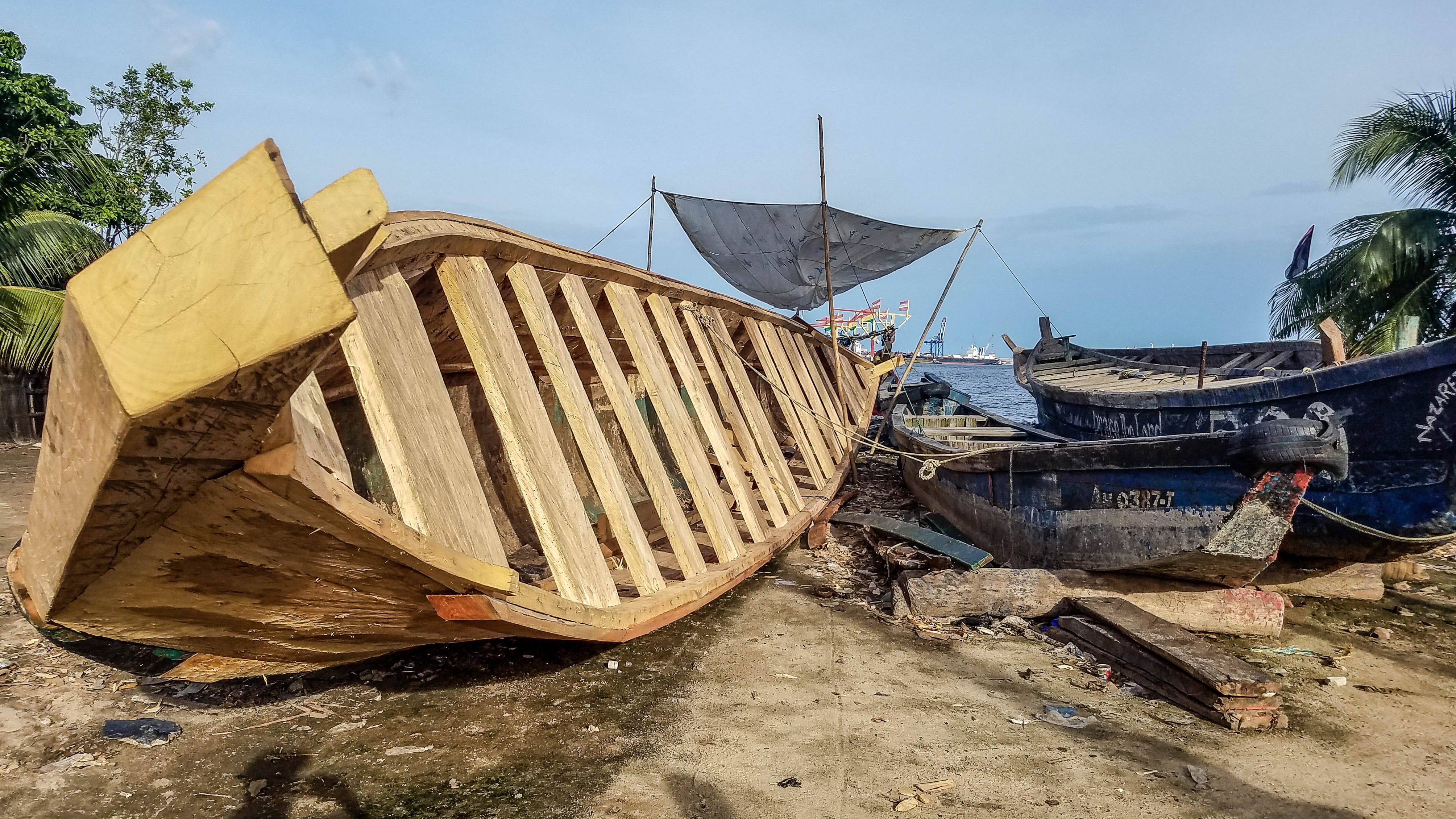
Pirogue en cours de construction à l'île Boulay (Côte d'Ivoire).

La pirogue traditionnelle est monoxyle (sculptée dans un unique morceau de bois), et on lui ajoute des bancs, des étais, un balancier, voire des éléments de plancher, ainsi parfois qu'une décoration, qui pouvait et peut encore comprendre des éléments symboliques et protecteurs contre les mauvais esprits et le danger en mer ou sur l'eau. Elle est construite dans le tronc d'un bois peu putrescible, généralement à l'aide de feu, ce qui facilite le travail du bois, mais aussi le prémunit des attaques d'insectes xylophages et de champignons saproxyles.
La pirogue est la base et l'origine d'embarcations plus élaborées : coupée dans sa longueur, puis les deux moitiés réunies par d'autres éléments, sa largeur peut être augmentée tant que la solidité est conservée et l'étanchéité assurée. Le savoir-faire nécessaire s'est élaboré progressivement en donnant lieu successivement à des modèles variés d'embarcation selon les lieux et les usages.
Une expérimentation a eu lieu récemment en France, destinée à tester la capacité d'outils de type néolithique pour confectionner une pirogue monoxyle en chêne, sans recourir au feu pour le creusement.